# Liste der denkmalgeschützten Objekte in Fußach
Die Liste der denkmalgeschützten Objekte in Fußach enthält die denkmalgeschützten, unbeweglichen Objekte der Gemeinde Fußach.

## Denkmäler
| Foto |                 | Denkmal                                                         | Standort                                | Beschreibung | Metadaten |
| ---- | --------------- | --------------------------------------------------------------- | --------------------------------------- | --- | --- |
| ja   | Datei hochladen | Kath. Pfarrkirche hl. Nikolaus HERIS-ID: 24834 Objekt-ID: 21243 | Hinterburg 1 Standort KG: Fussach       | Der heute noch bestehende Turm wurde 1856 errichtet, die 1863 errichtete neoromanische Kirche wurde 1976 wieder abgetragen und in den Jahren 1976 bis 1978 durch einen Neubau nach Plänen von Leopold Ostertag und Leopold Kaufmann ersetzt.                                                                           | BDA-Hist.: Q19971209 Status: § 2a Stand der BDA-Liste: 2025-06-30 Name: Kath. Pfarrkirche hl. Nikolaus GstNr.: .81, .68, 262 Saint Nicholas Church (Fußach) |
| ja   | Datei hochladen | Burgruine Fussach HERIS-ID: 112566 Objekt-ID: 130773seit 2017   | Hinterburg 12, bei Standort KG: Fussach | Die im 12./13 Jahrhundert als Zollstation errichtete Niederungs-/Wasserburg war bereits im 17. Jahrhundert verfallen und wurde zwischen 1779 und 1799 abgebrochen. Bei Ausgrabungen im Jahr 1968 wurden die Reste einer leicht trapezförmigen Ringmauer und Grundmauern eines Gebäudes aus Bollensteinen dokumentiert. | BDA-Hist.: Q37831681 Status: Bescheid Stand der BDA-Liste: 2025-06-30 Name: Burgruine Fussach GstNr.: 298, 299/1                                            |
| ja   | Datei hochladen | Kriegerdenkmal HERIS-ID: 24831 Objekt-ID: 21240                 | Standort KG: Fussach                    | Der offene Rundtempel wurde im Jahr 1930 geschaffen. | BDA-Hist.: Q37887688 Status: § 2a Stand der BDA-Liste: 2025-06-30 Name: Kriegerdenkmal GstNr.: 266 Kriegerdenkmal (Fußach)                                  |
| ja   | Datei hochladen | Straßenbrücke, Mühlwasenbrücke HERIS-ID: 24832 Objekt-ID: 21241 | Standort KG: Fussach                    | Die Mühlwasen-Holzbrücke wurde 1891 errichtet. Anmerkung: Die Mühlwasenbrücke verbindet die Gemeinden Hard und Fußach über die Alte Dornbirner Ache. | BDA-Hist.: Q37887706 Status: § 2a Stand der BDA-Liste: 2025-06-30 Name: Straßenbrücke, Mühlwasenbrücke GstNr.: 1735/2                                       |